# Na beregu neba
Na beregu neba è il secondo album dell'artista russo Dima Bilan. Il video ufficiale della canzone che dà il titolo all'album è stato registrato a Venezia.

## Canzoni
- Ты Должна Рядом Быть (Titolo Inglese: You Must Be Close To Me)
- Мулатка (Titolo Inglese: Mulatto Girl)
- На Берегу Неба (Titolo Inglese: On The Shore Of The Sky)
- Милая (Titolo Inglese: May honey)
- Листья Праздничных Клёнов (Titolo Inglese: Leaves Of Festive Maples)
- Только Ты Не Плачь (Titolo Inglese: Only Do Not Cry)
- Как Ромео (Titolo Inglese: As Romeo)
- Невеста (Titolo Inglese: Bride)
- Всё Равно Найду (Titolo Inglese: I Will Find Anyhow)
- Ночь Без Тебя (Titolo Inglese: Night Without You)
- В Западне (Titolo Inglese: In The Trap)
- Вода,Песок (Titolo Inglese: Water, Sand)
- Петербуржская Весна (Titolo Inglese: Petersburg Spring)
- Поздрaвляю! (Titolo Inglese: Congratulations!)
- Как Хотел Я (Titolo Inglese: How I Wanted)